# إعياء الجهاز العصبي المركزي
إعياء الجهاز العصبي المركزي، أو الإعياء المركزي، هو شكل من أشكال الإعياء يرتبط بالتغيرات في تركيز النواقل العصبية المشبكية في الجهاز العصبي المركزي (يشمل الجهاز العصبي المركزي الدماغ والنخاع الشوكي) التي تؤثر على أداء التمارين ووظيفة العضلات التي لا توضحها العوامل المحيطية التي تؤثر على وظيفة العضلات. في الأفراد الأصحاء، يمكن أن يحدث الإعياء المركزي نتيجة التمرين لفترات طويلة، ويرتبط بالتغيرات الكيميائية العصبية في الدماغ، والتي تشمل بشكل رئيس السيروتونين (5-هيدروكسي التريبتامين أو اختصارا 5-HT)، النورأدرينالين، والدوبامين. يلعب الإعياء المركزي دورًا مهمًا في تحمل التمارين ويسلط الضوء أيضًا على أهمية التغذية السليمة لدى الرياضيين.

## الآليات الكيميائية العصبية
قدمت الطرق التجريبية الحالية أدلة كافية تشير إلى أن الاختلافات في التراكيز المشبكية للسيروتونين والنورأدرينالين والدوبامين هي عوامل مهمة في حدوث إعياء الجهاز العصبي المركزي. تسبب زيادة تركيز الدوبامين المشبكي في الجهاز العصبي المركزي زيادة شديدة في النشاط (يعزز أداء التمارين). بينما تضعف زيادة التراكيز المشبكية للسيروتونين أو النورأدرينالين في الجهاز العصبي المركزي أداء التمارين.

### النورأدرينالين
يشير العلاج بالنورإبينفرين إلى أنه قد يلعب دورًا في خلق الشعور بالإعياء. يقلل الريبوكسيتين، مثبط انتقائي للنورإبينفرين، من الشعور بالإعياء أثناء التمارين ويقلل من الشعور الشخصي بالإعياء. يمكن تفسير ذلك من خلال انخفاض المفارقة في النشاط الأدريناليني بواسطة آليات الارتجاع (التلقيم الراجع).

### السيروتونين
السيروتونين هو ناقل عصبي ينظم التيقظ والسلوك والنوم والمزاج، وغيرها من الأمور. أثناء التمرين المطول وحدوث إعياء الجهاز العصبي المركزي، تكون مستويات السيروتونين في الدماغ أعلى منها في الحالات الفسيولوجية الطبيعية؛ يمكن لهذه المستويات العليا أن تزيد من الشعور بالجهد والتعب العضلي المحيطي. يزداد اصطناع السيروتونين في الدماغ بسبب ارتفاع مستوى التريبتوفان، طليعة السيروتونين، في الدم والذي ينتج عنه عبور كميات أكبر من التريبتوفان للحاجز الدماغي الدموي. أحد العوامل المهمة لاصطناع السيروتونين هو آلية نقل التريبتوفان عبر الحاجز الدماغي الدموي. تشترك آلية نقل التريبتوفان مع سلسلة الأحماض الأمينية المشبعة، الليوسين والإيزوليوسين والفالين. أثناء التمرين المطول، تُستهلك سلسلة الأحماض الأمينية المشبعة لتؤمن تقلص العضلات الهيكلية، ما يسمح بنقل أكبر للتريبتوفان عبر الحاجز الدماغي الدموي. لا تكون أي من مكونات تفاعل اصطناع السيروتونين مشبعة في الحالات الفسيولوجية الطبيعية، ما يسمح بزيادة إنتاج الناقل العصبي. ومع ذلك يحد فشل سلسلة الأحماض الأمينية المشبعة في تقليل الوقت اللازم للتعب من صحة هذه الفرضية.

### الدوبامين
الدوبامين هو ناقل عصبي ينظم التيقظ والتحفيز والتنسيق العضلي وتحمل التمارين، وغيرها من الأمور. وُجد أن مستويات الدوبامين تكون قليلة بعد ممارسة طويلة للتمارين. يمكن أن يضعف انخفاض مستويات الدوبامين من الأداء الرياضي والدافع النفسي. لا يستطيع الدوبامين نفسه عبور الحاجز الدماغي الدموي ويجب تصنيعه داخل الدماغ. لدى فئران التجربة، وأثناء ركضها، لوحظت زيادة في نشاط المنطقة السقيفية البطنية، يرتبط نشاط هذه المنطقة مع الركض الطوعي على العجلة. تكون المنطقة السقيفية البطنية كثيفة في الخلايا العصبية الدوبامينية التي تظهر في عدة مناطق من الدماغ، هذا يشير إلى أن النقل العصبي الدوباميني يحفز الأداء البدني. تدعم هذه النظرية حقيقة أن مثبطات إعادة امتصاص الدوبامين وكذلك مثبطات إعادة امتصاص النورإبينفرين تحسن الأداء الرياضي، وخاصةً في الحرارة العالية. 

### الأسيتيل كولين
يعد الأسيتيل كولين ضروريًا لتوليد القوة العضلية. في الجهاز العصبي المركزي، ينظم الأستيل كولين اليقظة ودرجة حرارة الجسم. قد يلعب أيضًا دورًا في الإعياء المركزي. أثناء التمرين، تنخفض مستويات الأستيل كولين. يحدث هذا بسبب انخفاض مستويات الكولين في البلازما. ومع ذلك، كانت نتائج الدراسات متناقضة فيما يتعلق بتأثير الأستيل كولين على الإعياء. وجدت إحدى الدراسات أن مستويات الكولين في البلازما انخفضت بنسبة 40% بعد أن خاض المشاركون ماراثون بوسطن. وجدت دراسة أخرى أن مكملات الكولين لم تحسن من الوقت السابق للشعور بالإنهاك. وجدت هذه الدراسة أيضًا أن مستويات الكولين في البلازما لم تتغير عند أخذ الدواء الوهمي أو مكملات الكولين. توجد حاجة إلى مزيد من البحوث في تأثيرات الأستيل كولين على الإعياء.

### السيتوكينات
تستطيع السيتوكينات أن تغير من مستويات النواقل العصبية؛ ما يخلق سلوكًا مرضيًا يتميز بالتعب والإرهاق. في النماذج الحيوانية، يحفز الإنترلوكين  IL-1b تحرير السيروتونين ويزيد نشاط الناقل غابا. تثبط عديدات السكاريد الشحمية أيضًا نشاط الخلايا العصبية الهيستامينية والدوبامينية.

### غاز الأمونيا
قد تغير زيادة المستويات الدموية للأمونيا من وظائف الدماغ وتؤدي إلى الإعياء. أحد الأسباب المفترضة لفشل سلسلة الأحماض الأمينية المشبعة في تحسين الأداء الرياضي هو زيادة أكسدة سلسلة الأحماض الأمينية المشبعة في المكملات التي تؤدي إلى زيادة الإعياء وإلغاء التأثيرات على 5-HT.

## المعالجة
يمكن أن يساعد التحكم في إعياء الجهاز العصبي المركزي العلماء على تطوير فهم أعمق لمصطلح الإعياء. اتُخذت العديد من النهج لمعالجة مستويات النواقل العصبية الكيميائية. في الرياضة، تلعب التغذية دورًا كبيرًا في الأداء الرياضي. يأخذ العديد من الرياضيين الأدوية المعززة للأداء بما في ذلك المنشطات بهدف تعزيز قدراتهم.

### الكافيين
الكافيين هو المنبه الأكثر استهلاكًا على نطاق واسع في أمريكا الشمالية. يسبب الكافيين تحرر الإيبينيفرين من لب الكظر. في الجرعات الصغيرة، يمكن أن يحسن الكافيين القدرة على التحمل. في الآونة الأخيرة، ثبت أيضًا أنه يؤخر الشعور بالتعب أثناء التمرين. تتمثل هذه الآلية بتثبيط مستقبلات الأدينوزين في الجهاز العصبي المركزي. الأدينوزين هو ناقل عصبي يقلل الشعور باليقظة ويزيد النعاس. عن طريق تثبيط فعالية الأدينوزين، يزيل الكافيين عاملاً يعزز الراحة ويؤخر التعب.

### الكربوهيدرات
الكربوهيدرات هي المصدر الرئيس للطاقة في الكائنات الحية والضرورية لعملية التمثيل الغذائي. فهي تعد مصدرًا مهمًا للطاقة أثناء التمرين. بحثت دراسة أجراها معهد الغذاء والتغذية وصحة الإنسان في جامعة ماسي في تأثير تناول محلول الكربوهيدرات والكهارل على استهلاك الغليكوجين العضلي والقدرة على الركض، وطُبقت الدراسة على أشخاص يعتمدون على نظام غذائي غني بالكربوهيدرات. أظهرت المجموعة التي استهلكت محلول الكربوهيدرات والكهارل قبل التمرين وأثناءه قدرة أكبر على التحمل. لا يمكن تفسير ذلك باختلاف مستويات الغليكوجين العضلي، ومع ذلك، أدى ارتفاع تركيز الغلوكوز في البلازما إلى هذه النتيجة. يفترض الدكتور ستيفن بيلي أن الجهاز العصبي المركزي يمكن أن يستشعر تدفق الكربوهيدرات ويقلل من الشعور بالجهد أثناء التمرين، ما يسمح بقدرة أكبر على التحمل.

## الوظيفة
يعد إعياء الجهاز العصبي المركزي أساسًا في الوقاية من إصابة العضلات المحيطية. يحتوي الدماغ على العديد من المستقبلات، مثل المستقبلات التناضحية، لتنظيم الجفاف والتغذية ودرجة حرارة الجسم. باستخدام هذه المعلومات بالإضافة إلى معلومات التعب العضلي المحيطي، يمكن للدماغ أن يخفض كمية الأوامر الحركية المرسلة من الجهاز العصبي المركزي. يعد هذا الأمر بالغًا في الأهمية من أجل حماية الاستتباب في الجسم والحفاظ عليه في حالة فسيولوجية مناسبة لتحقيق الشفاء التام. يزيد تقليل الأوامر الحركية المرسلة من الدماغ من مقدار الجهد المتصور الذي يختبره الفرد. من خلال إجبار الجسم على الشعور الزائد بالتعب، فيصبح الفرد أكثر عرضة للإرهاق والتوقف عن ممارسة الرياضة. تتأثر الجهود المتصورة إلى حد كبير بكثافة السيالة العصبية المرسلة من القشرة الحركية التي تؤثر على القشرة الحسية الجسدية الأولية. يتعلم الرياضيون الاستماع إلى أجسادهم. تعد حماية الأعضاء من درجات الحرارة الخطرة وسوء التغذية من الوظائف المهمة في الدماغ. ينبه إعياء الجهاز العصبي المركزي الرياضي عندما لا تكون الظروف الفسيولوجية في حالها الأمثل وهكذا يمكنه أن يرتاح أو يتزود بالطاقة. من المهم تجنب فرط الحرارة والجفاف، فهما يضران بالأداء الرياضي ويمكن أن يسببا الوفاة.

## متلازمة الإعياء المزمن
متلازمة الإعياء المزمن هو اسم لمجموعة من الأمراض التي يهيمن فيها الإعياء المستمر على المُصاب. لا يكون الإعياء نتيجة للتمرين ولا يزول بالراحة.
تبين من خلال العديد من الدراسات أن الأشخاص المصابين بمتلازمة الإعياء المزمن يعانون من إعياء مركزي. في إحدى الدراسات، فُحصت عضلات الهيكل العظمي للأفراد المصابين للتأكد من عدم وجود عيوب تحول دون استخدامها الكلي. وُجد أن العضلات تعمل بشكل طبيعي على المستوى المحلي، لكنها لا تعمل بحدودها القصوى.
يكمن السبب الرئيس للإعياء في متلازمة الإعياء المزمن على الأرجح في الجهاز العصبي المركزي. يمكن أن يتسبب الخلل في أحد مكوناته في زيادة الحاجة إلى بعض المواد لإنتاج قوة مستدامة. ثبت أنه عند زيادة الدافع النفسي لدى المصابين بمتلازمة الإعياء المزمن، يمكنهم بذل مجود أكبر. قد تؤدي المزيد من الأبحاث في إعياء الجهاز العصبي المركزي إلى تطبيقات طبية.